# Káprázat (Mark W. Tiedemann)
A Káprázat (Mirage) Mark W. Tiedemann egyik sci-fi regénye, amelyet az Asimov-féle univerzumba írt. A regény 2000-ben jelent meg, az iBooks kiadó gondozásában. Magyarul 2006-ban adta ki a Szukits Könyvkiadó.

## Történet
|  | Alább a cselekmény részletei következnek! |

A regény egy virtuális tárgyalással kezdődik, amiben szó esik Galiel Humadros aurorai nagykövetnő közeli látogatásáról. A látogatás célja, hogy Clar Eliton szenátorral megegyezzen a pozitronikus robotok legalizálásáról, s hogy az űrlakók és a Föld közt fellendüljön a kereskedelem. A virtuális asztal körül ülő személyeknek azonban pont az ellentétes az érdekük. A terv különböző részeivel bízták meg őket.
A találkozó befejeztével az elnökön kívül csak két alak marad (mindegyikük elváltoztatott, homályos külsővel jelenik meg). Az ő beszélgetésükből derül ki, hogy a feketekereskedelemben érdekeltek. Utal arra is, hogy a két alak egyike maga Eliton, aki valóban támogatta Humadrost, mert tervében vannak jó ötletek. Végül a tiltakozók „Húst, ne acélt!” jelszavával búcsúznak el.
Az Egyesült Állomáson Eliton szenátor védelmével Mia Daventrit, s a Bogard nevű speciális robottal kiegészített csapatát bízzák meg. Robotok tartják távol a csőcseléket is, miközben mindegyikük a Központi Intelligenciához – az épületben található bonyolult pozitronagy, amely irányítja a „gyerekeit” – csatlakozik.
Humadros és követsége viszont robotjaik nélkül érkeznek, ami nélkül védtelennek tűnnek. Eliton épphogy befejezi üdvözlőszövegének első mondatát, amikor Bogard a KI meghibásodását jelzi Miának. Egy pillanattal később elszabadul a pokol.
Mindenfelé fegyveresek kezdenek lövöldözni, miközben a KI vezérelte robotok megmerevednek. Mia próbálja viszonozni a tüzet, de néhány bérgyilkos még akkor sem esik el, amikor Mia biztosan eltalálta. Közben a központi intelligencia leállása miatt társait sem tudja elérni, egyedül Bogardhoz van közvetlen kapcsolata. A robot természetesen elsődleges célpontját, Elitont védi, de a szenátor utasítja, hogy Humadrost helyezze biztonságba. Mia megrökönyödésére Bogard engedelmeskedik a parancsnak. Mivel Eliton védtelenné válik, rögtön ő lesz a célpont. Mia is érzi, hogy eltalálták.
Azonban mozogni, gondolkozni tud, s látja, ahogy a támadók visszavonulnak. Némelyik a szeme láttára tűnik el. Eliton és Humadros holtan fekszik a földön, Bogard pedig nincs messze attól, hogy agya teljesen összeomoljon. Mia ennek megfelelően önmagát állítja be elsődleges célpontnak, s törli a robot azonnali memóriáját, „újraindítja” a tudatát. A Bogardon eszközölt újításoknak köszönhetően a robot ismét megfelelően funkcionál.
Bogard néhány támadó nyomát is képes követni, így miután mérlegeli a Miára leselkedő veszélyt, valamint határozott utasítását, engedélyezi, hogy a testőrnő az eltévedt támadók egyike után eredjen. A KI meghibásodása miatt mindenfelé működésképtelen robotok és automata gépek hevernek. Mia az illető fegyverest le is teríti, de közben ő is újabb sérüléseket szerez, s ájultan kerül a földre.
Derec Avery, a Phylaxis csoport robotszakértője is a helyszínre látogat, őt a meghibásodott KI vezérlőpultjához vezetik. Megtudja, hogy a számítógép kapacitását az egész támadás alatt lefoglalták, így képtelen volt reagálni az emberi utasításokra. Miután pedig ismét szabaddá vált, s meglátta mi történt, pozitronagya összeomlott.
Derec a felvételeken furcsa dolgokat lát: egy férfi egyik pillanatról a másikra eltűnik. Minthogy a gép különböző eszközei működőképesek, csak a vezérlőegység mondta fel a szolgálatot, úgy dönt, ideiglenesen a Phylaxis agyát használja fel. Ekkor látja meg Bogardot, aki az aula másik végében jelenik meg, egy nőt cipelve.
Ariel Burgess épp Mr Udallal értekezik az utóbbi illegálisan behozott robotalkatú automatáiról, amikor titkárja értesíti az Egyesült Állomáson történtekről. Ariel rögtön Udal távozása után felhívja Sen Setaris nagykövetnőt, aki nem tudott ott lenni az űrlakók érkezésekor. Setaris azt tanácsolja Arielnek, hogy mutasson példát a többi űrlakónak, és a történtek ellenére maradjon a Földön. Ezzel ugyanis meghiúsíthatja a támadók nyilvánvaló tervét a Külső világokról érkezők elrettentésére. Ariel egyébként Derecre gyanakszik a történtekkel kapcsolatban, ugyanis vele vitázott a három törvény áthághatóságáról. Üzenetet is ír neki „Látom, megkaptad, amit akartál” tartalommal.
Nem sokkal azután, hogy Derec befejezte az előkészületeket, Cupra és Gambel ügynök hivatalos papírral eltávolítja onnan. A robotszakértő nem érti ezt, de nem tud mit tenni. Megkeresi hát Bogardot, aki nyilván a sebesült nőt követte a kórházba. Miután megtalálta, hogy meggyőzze az orvost a robot eltávolíthatatlanságáról, megpróbálja felülírni a testőrségre utasító parancsokat. Bogard megtagadja ezt, így maradhat Mia szobájában – aki egyébként rehabilitációs kómában fekszik. Távozása előtt még látta, ahogy Cupra és Gambel kiszáll kocsijából és elindul a kórház felé.
Miát Bogard még a teljes felépülés előtt felébreszti, s ezzel megvédi őt a robbantástól, amivel pár perccel később akarják megölni ismeretlenek. Bogard tehát testével védve a nőt, rejtőzködve menekül. Mia házát megfigyelik, tehát oda nem mehetnek, az ügynöknő tehát Arielhez viteti magát az elrejtőzéshez.
|  | Itt a vége a cselekmény részletezésének! |

## Magyarul
- Mark W. Tiedemannː Káprázat; Isaac Asimov nyomán; ford. F. Nagy Piroska; Szukits, Szeged, 2006

| Előző                    | Sorozat                                               | Következő |
| ------------------------ | ----------------------------------------------------- | --------- |
| A Hajnal bolygó robotjai | Robot sorozat Alapítvány–Birodalom–Robot regényciklus | Chimera   |